# Баян-Агт
Баян-Агт (монг. Баян-Агт) — сомон аймака Булган, Монголия.
Центр сомона — населённый пункт Шарга находится в 150 километрах от города Булган и в 468 километрах от столицы страны — Улан-Батора.
Население преимущественно состоит из халха-монголов. Есть школа, больница, культурный и торгово-обслуживающий центры.

## География
Высочайшая вершина сомона находится на горе Намнан (2076 метров). Самая низкая точка принадлежит побережью реки Селенга (927 метров). На территории сомона расположены озёра Шарга и Цэгээн, протекают реки Селенга, Хануй, её приток Балга, Унэгтийн Цагаан, Баян гол. Водятся волки, лисы, песцы, лоси, олени и др.
Климат резко континентальный. Средняя температура января -20-22°С, июля +16-17°С. Годовая норма осадков составляет 350 мм.
Сомон богат углём, железной рудой, сырьём для стройматериалов.